# Szkocka Partia Zielonych
Szkocka Partia Zielonych (ang. Scottish Green Party, gael. Pàrtaidh Uaine na h-Alba) – szkocka lewicowa partia polityczna należąca do Europejskiej Partii Zielonych. Podczas wyborów parlamentarnych w 2007 i 2011 roku Szkocka Partia Zielonych uzyskała 2 mandaty, uzyskując 4% głosów. Partia popiera dążenia niepodległościowe.

## Poparcie w wyborach

### Parlament Szkocki
- 1999 – 1 mandat na 129 miejsc
- 2003 – 7 mandatów (6) na 129 miejsc
- 2007 – 2 mandaty (5) na 129 miejsc
- 2011 – 2 mandaty na 129 miejsc
- 2016 – 6 mandatów (4) na 129 miejsc